# (170025) 2002 VO
(170025) 2002 VO (2002 VO, 2004 BW133) — астероїд головного поясу, відкритий 2 листопада 2002 року.
Тіссеранів параметр щодо Юпітера — 3,205.